# Cicliades
Cicliades (en llatí Cycliadas, en grec antic Κυκλιάδας "Kykliádas") fou un estrateg de la Lliga Aquea, càrrec que va exercir per primer cop el 208 aC any en què va unir les seves forces a les de Filip V de Macedònia, a la ciutat de Dime per envair Èlide. El procònsol romà Publi Sulpici Galba Màxim va aturar aquesta invasió.
L'any 200 aC va succeir com estrateg a Filopemen, al que no igualava en talent militar, i d'aquest canvi se'n va aprofitar el tirà Nabis d'Esparta per fer la guerra als aqueus. Filip V li va oferir fer un atac al Peloponès si li proporcionava soldats aqueus per establir guarnicions a Calcis, Oreos i Corint que havia de desguarnir per fer la guerra, però Cicliades va rebutjar, ja que pensava que era un parany per a tenir ostatges i imposar a la Lliga la guerra contra els romans.
L'any 198 aC es va exiliar a la cort de Filip al que va acompanyar tot seguit a la conferència amb el cònsol Tit Quinti Flaminí a Nicea de Lòcrida. Després de la batalla de Cinoscèfales l'any 197 aC, va ser enviat com a ambaixador macedoni a Flaminí, que va garantir una treva de 15 dies mentre es negociava una pau permanent, segons diuen Polibi i Titus Livi.